# Proplerodia goyana
Proplerodia goyana är en skalbaggsart som beskrevs av Martins och Maria Helena M. Galileo 1990. Proplerodia goyana ingår i släktet Proplerodia och familjen långhorningar. Inga underarter finns listade i Catalogue of Life.